# Cyrano von Bergerac (1990)
Cyrano von Bergerac (Originaltitel: Cyrano de Bergerac) ist ein französischer Historienfilm von Jean-Paul Rappeneau aus dem Jahr 1990 mit Gérard Depardieu in der Titelrolle. Es handelt sich um die Verfilmung des gleichnamigen Theaterstücks von Edmond Rostand, in dem alle Dialoge und Wortgefechte in Alexandrinern gesprochen werden.

## Handlung
Paris, 1640: Cyrano de Bergerac, der große Fechtmeister und freiheitsliebende Poet mit der spitzen Zunge und der gigantisch großen Nase, verliebt sich in seine schöne Cousine Roxane, ist aber zu schüchtern, sich ihr zu nähern – er fürchtet, wegen seiner Nase abgewiesen zu werden. Zudem hat sich Roxane in den gut aussehenden Christian verliebt, der in Cyranos Gardetruppe dient, den Gascogner Kadetten (Cadets de Gascogne). Roxane, eine leidenschaftliche Anhängerin der sogenannten Preziösen, verlangt von ihrem Auserwählten jedoch, geistreich umworben zu werden. Christian fehlt allerdings jeglicher Sinn für Poesie. So bietet Cyrano Christian seine Hilfe bei der Liebeswerbung an: Er schreibt an Roxane kunstvolle Liebesbriefe in Christians Namen. Dadurch gewinnt Christian Roxanes Herz und Hand, beide heiraten heimlich.
Denn Christian hat einen gefährlichen Konkurrenten: den einflussreichen Comte de Guiche, angeheirateter Verwandter des Premierministers, Kardinal Richelieu. Guiche hatte Roxane zu seiner Geliebten machen wollen. Als neuer Oberst der Gardetruppen lässt er aus Rache Christian noch in der Hochzeitsnacht, gemeinsam mit den Gascogner Kadetten, in den Krieg gegen Spanien abmarschieren. Während der Belagerung von Arras werden die französischen Angreifer ihrerseits von spanischen Verstärkungen eingeschlossen und stehen nun in einem verzweifelten Zweifrontenkampf. Cyrano versucht mit allen Mitteln, das Roxane gegebene Versprechen, Christian zu beschützen, einzuhalten.
Roxane gelingt es in Verkleidung, zu den eingeschlossenen Franzosen vorzudringen. Christian hat inzwischen erkannt, dass er Roxanes Liebe weniger seinem eigenen guten Aussehen als Cyranos gefühlvollen Liebesbriefen verdankt. Verbittert bedrängt er Cyrano, Roxane seine eigene Liebe zu offenbaren – die von beiden geliebte Frau soll sich dann für einen von beiden entscheiden. Bevor Roxane aber die Wahrheit erfahren kann, fällt Christian im Gefecht. Um dessen Andenken nicht zu beflecken, verschweigt Cyrano weiterhin seine Gefühle. Roxane zieht sich in ein Kloster zurück, ohne aber Nonne zu werden. Cyrano widmet fortan sein Leben der Cousine und erhält ihr 14 Jahre lang die Illusion von Christians unvergleichlicher Liebespoesie. Erst dann verrät er sich versehentlich, doch ein zuvor verübtes Attentat auf ihn verhindert das späte Glück. Cyrano stirbt im Klostergarten im Beisein Roxanes und seiner engsten Freunde.

## Hintergrund

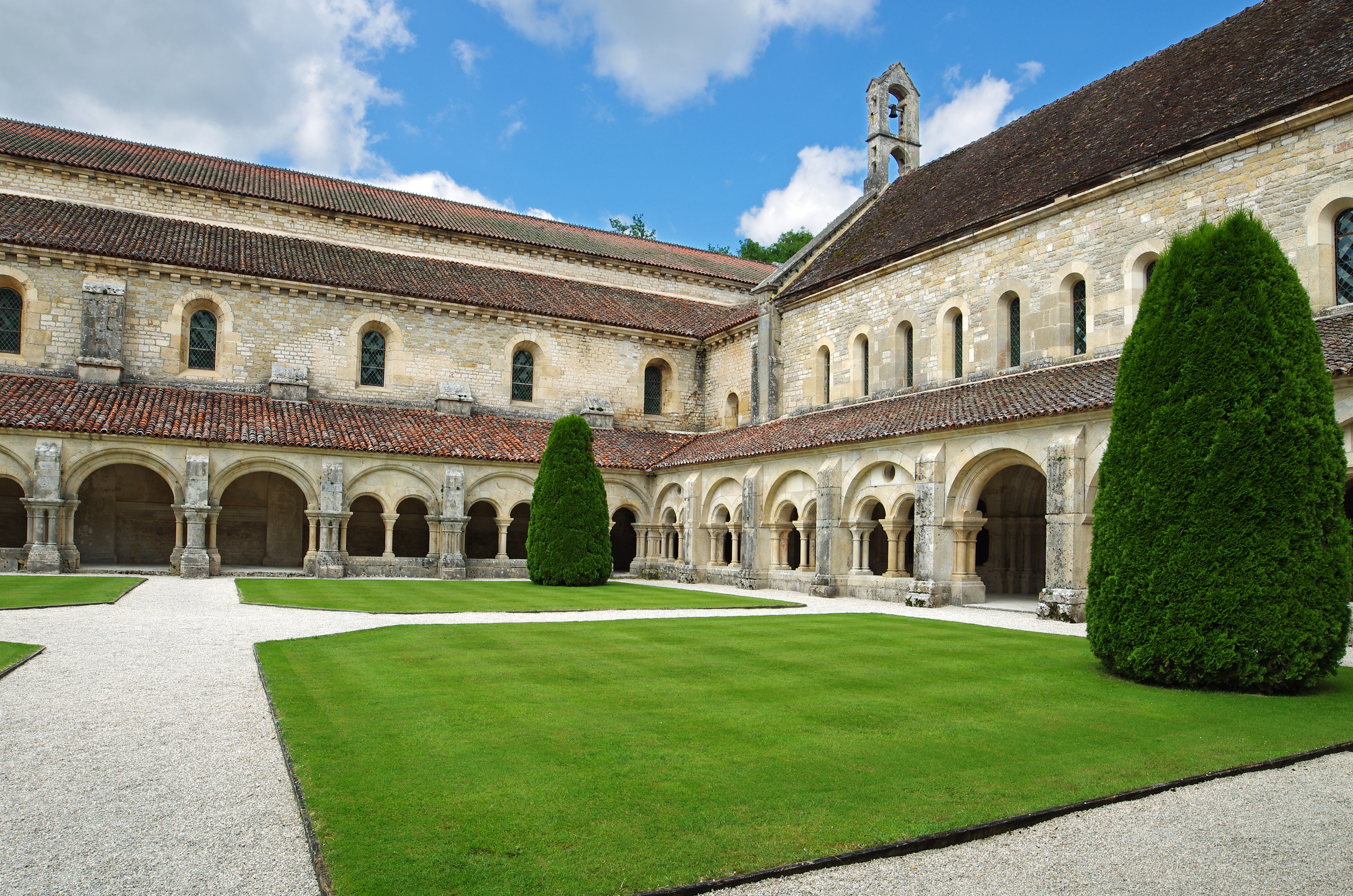
Die Abtei von Fontenay, ein Drehort des Films

Die Dreharbeiten fanden in Frankreich und Ungarn statt. Innenaufnahmen und die Szenen zur Belagerung von Arras entstanden in Budapest. Weitere Drehorte waren Le Mans, Dijon, Fontainebleau, Fontenay-le-Comte, Moret-sur-Loing und Uzès. Ein großer Teil der Schlussszenen wurde in der romanischen Klosteranlage von Fontenay gedreht.
Der Film wurde am 28. März 1990 in Frankreich uraufgeführt. Der Film wurde auch im "L.C. Concept"-Digitaltonverfahren in 5.1 in Frankreich veröffentlicht.

## Kritiken
„Aufwendige, in prachtvollen Bildern gestaltete Neuverfilmung des gleichnamigen romantischen Theaterstücks von Edmond Rostand, die sich eng an die Vorlage hält, alle Dialoge in Versform darbietet und die Geschichte mit Elementen des Abenteuer- und Actionfilms verbindet“, befand der film-dienst. Besonderes Lob galt dem Hauptdarsteller Gérard Depardieu, der „in der Titelrolle des unglücklichen Liebhabers zwischen draufgängerischem Heldentum und zarter Poesie [brilliert]“.
Für epd Film war der Film „sogar besser als das Theaterstück“, indem „die gereimten Alexandriner des Versstückes weitgehend beibehalten wurden“ und „das Original von Jean Claude Carrière und Rappeneau kräftig bearbeitet, gelegentlich ergänzt oder gekürzt, gegebenenfalls modernisiert, kurz filmgerecht gemacht“ worden seien. „Prachtvolles Kino, das alle Sinne anspricht“, fasste Cinema den Film zusammen.

## Auszeichnungen
Bei den Internationalen Filmfestspielen von Cannes nahm der Film 1990 am Wettbewerb um die Goldene Palme teil. Gérard Depardieu wurde als bester Darsteller ausgezeichnet und Pierre Lhomme erhielt eine Auszeichnung für seine Kameraarbeit. Als bester fremdsprachiger Film wurde Cyrano von Bergerac mit dem Golden Globe, dem National Board of Review Award und dem London Critics’ Circle Film Award prämiert. Der Film gewann zudem den David di Donatello als bester ausländischer Film und erhielt 1990 den Publikumspreis des Toronto International Film Festival. Des Weiteren war der Film für 13 Césars nominiert und erhielt zehn Auszeichnungen, was noch heute einen Rekord darstellt. Die Deutsche Film- und Medienbewertung (FBW) in Wiesbaden verlieh dem Film das Prädikat „besonders wertvoll“.
Oscar 1991
- Gewonnen:

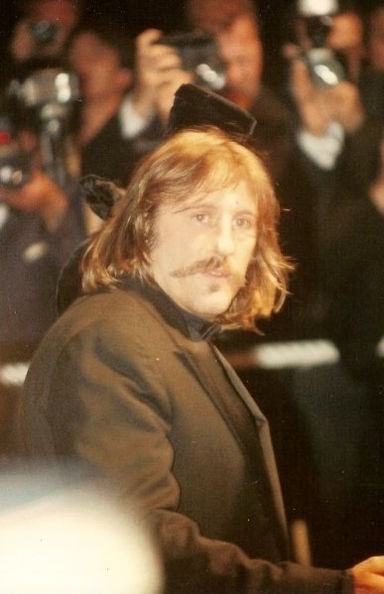
Gérard Depardieu bei den Filmfestspielen von Cannes 1989 zur Zeit der Dreharbeiten

  - Bestes Kostümdesign – Franca Squarciapino
- Nominiert:
  - Bester Hauptdarsteller – Gérard Depardieu
  - Bestes Szenenbild – Ezio Frigerio, Jacques Rouxel
  - Bestes Make-up – Michèle Burke, Jean-Pierre Eychenne
  - Bester fremdsprachiger Film

BAFTA Awards 1992
- Gewonnen:
  - Beste Filmmusik – Jean-Claude Petit
  - Beste Kamera – Pierre Lhomme
  - Beste Kostüme – Franca Squarciapino
  - Beste Maske – Michèle Burke, Jean-Pierre Eychenne
- Nominiert:
  - Bester Hauptdarsteller – Gérard Depardieu
  - Bestes adaptiertes Drehbuch – Jean-Paul Rappeneau, Jean-Claude Carrière
  - Bestes Szenenbild – Ezio Frigerio
  - Bester nicht-englischsprachiger Film

César 1991
- Gewonnen:
  - Bester Film
  - Beste Regie – Jean-Paul Rappeneau
  - Bester Hauptdarsteller – Gérard Depardieu
  - Bester Nebendarsteller – Jacques Weber
  - Beste Filmmusik – Jean-Claude Petit
  - Bestes Szenenbild – Ezio Frigerio
  - Beste Kostüme – Franca Squarciapino
  - Beste Kamera – Pierre Lhomme
  - Bester Ton – Pierre Gamet, Dominique Hennequin
  - Bester Schnitt – Noëlle Boisson
- Nominiert:
  - Beste Hauptdarstellerin – Anne Brochet
  - Bester Nachwuchsdarsteller – Vincent Perez
  - Bestes Drehbuch – Jean-Claude Carrière, Jean-Paul Rappeneau

Europäischer Filmpreis 1990
- Gewonnen:
  - Bestes Szenenbild – Ezio Frigerio
  - Beste Kostüme – Franca Squarciapino
- Nominiert:
  - Bester Film
  - Bester Darsteller – Gérard Depardieu
  - Beste Darstellerin – Anne Brochet
  - Beste Filmmusik – Jean-Claude Petit
  - Beste Kamera – Pierre Lhomme

## Synchronisation
Die deutsche Synchronfassung entstand bei der Interopa Film in Berlin.
| Rolle                    | Darsteller             | Synchronsprecher  |
| ------------------------ | ---------------------- | ----------------- |
| Cyrano de Bergerac       | Gérard Depardieu       | Sebastian Fischer |
| Roxane                   | Anne Brochet           | Anita Lochner     |
| Christian de Neuvillette | Vincent Perez          | Udo Schenk        |
| Comte de Guiche          | Jacques Weber          | Lothar Blumhagen  |
| Ragueneau                | Roland Bertin          | Wolfgang Völz     |
| Le Bret                  | Philippe Morier-Genoud | Peter Matić       |
| der Vater                | Alain Rimoux           | Klaus Jepsen      |
| Schwester Marthe         | Amélie Gonin           | Dorette Hugo      |
| Mutter Oberin            | Madeleine Marion       | Tilly Lauenstein  |